# Campionat baiano

Campionat baiano / Bahia

El Campionat Baiano és el campionat estatal de futbol de Bahia.

## Campions

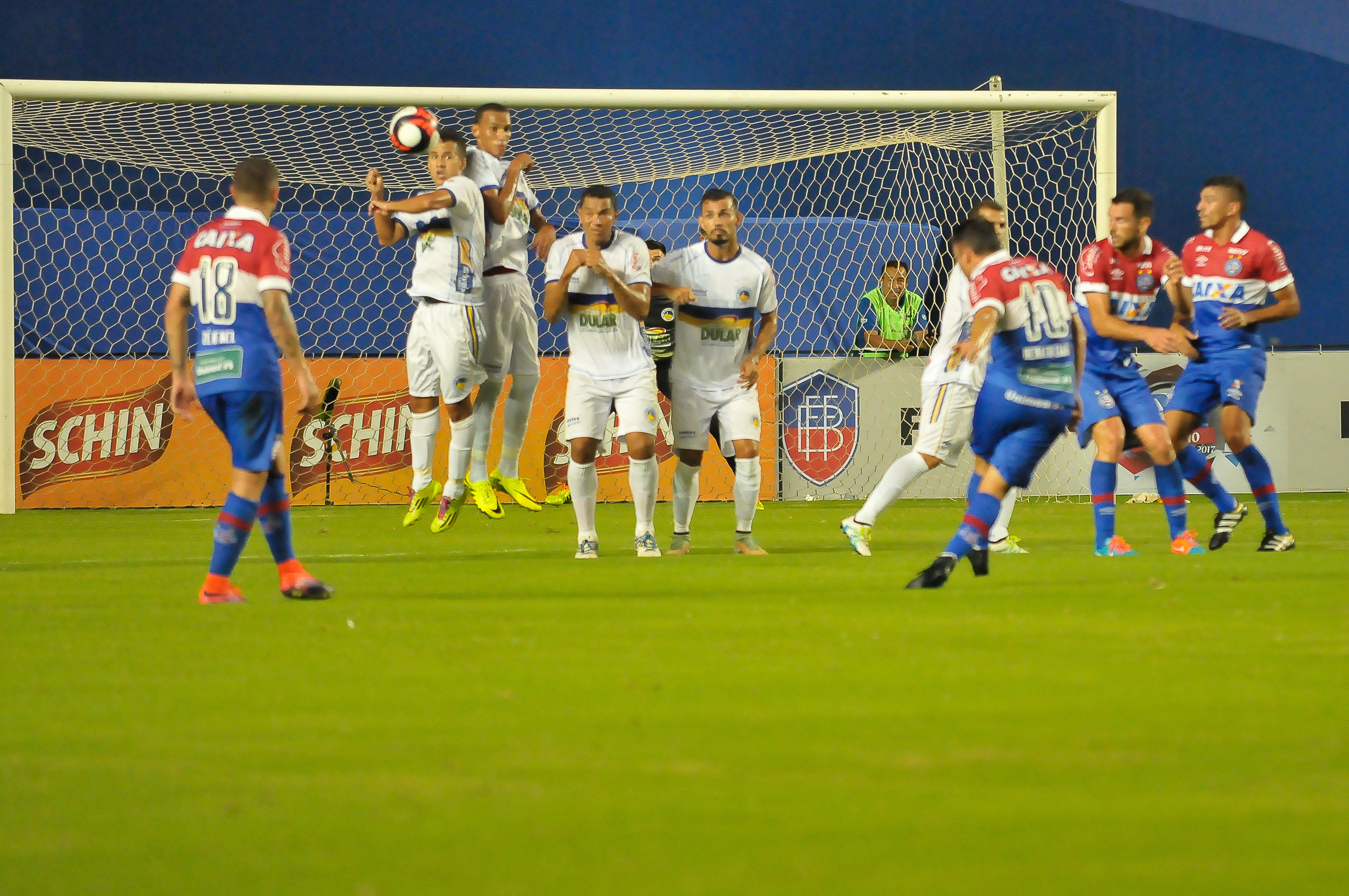
Partit entre Bahia i Jacobina el 2017.

Font:
| Temporada | Campió                       | Finalista              |
| --------- | ---------------------------- | ---------------------- |
| 1905      | Internacional de Cricket (1) | São Salvador           |
| 1906      | São Salvador (1)             | Vitória                |
| 1907      | São Salvador (2)             | Vitória                |
| 1908      | Vitória (1)                  | Santos Dumont          |
| 1909      | Vitória (2)                  | Santos Dumont          |
| 1910      | Santos Dumont (1)            | São Paulo Club         |
| 1911      | SC Bahia (1)                 | Vitória                |
| 1912      | Atlético (1)                 | Vitória                |
| 1913      | Fluminense (S) (1)           | SC Internacional       |
| 1914      | SC Internacional (1)         | Fluminense             |
| 1915      | Fluminense (S) (2)           | Ypiranga               |
| 1916      | República (1)                | Fluminense (S)         |
| 1917      | Ypiranga (1)                 | Fluminense (S)         |
| 1918      | Ypiranga (2)                 | Botafogo               |
| 1919      | Botafogo (1)                 | Fluminense (S)         |
| 1920      | Ypiranga (3)                 | Fluminense (S)         |
| 1921      | Ypiranga (4)                 | AA Bahia               |
| 1922      | Botafogo (2)                 | AA Bahia               |
| 1923      | Botafogo (3)                 | AA Bahia               |
| 1924      | AA Bahia (1)                 | Bahiano de Tênis       |
| 1925      | Ypiranga (5)                 | AA Bahia               |
| 1926      | Botafogo (4)                 | Ypiranga               |
| 1927      | Bahiano de Tênis (1)         | Ypiranga               |
| 1928      | Ypiranga (6)                 | Bahiano de Tênis       |
| 1929      | Ypiranga (7)                 | Botafogo               |
| 1930      | Botafogo (5)                 | Fluminense (S)         |
| 1931      | Bahia (1)                    | Ypiranga               |
| 1932      | Ypiranga (8)                 | Botafogo               |
| 1933      | Bahia (2)                    | Ypiranga               |
| 1934      | Bahia (3)                    | Energia Circular       |
| 1935      | Botafogo (6)                 | Galícia                |
| 1936      | Bahia (4)                    | Galícia                |
| 1937      | Galícia (1)                  | Ypiranga               |
| 1938      | Bahia (5)                    | Galícia                |
| 1938      | Botafogo (7)                 | Ypiranga               |
| 1939      | Ypiranga (9)                 | Galícia                |
| 1940      | Bahia (6)                    | Galícia                |
| 1941      | Galícia (2)                  | Bahia                  |
| 1942      | Galícia (3)                  | Vitória                |
| 1943      | Galícia (4)                  | Botafogo               |
| 1944      | Bahia (7)                    | Galícia                |
| 1945      | Bahia (8)                    | Galícia                |
| 1946      | Guarany (1)                  | Ypiranga               |
| 1947      | Bahia (9)                    | Vitória                |
| 1948      | Bahia (10)                   | Galícia                |
| 1949      | Bahia (11)                   | Ypiranga               |
| 1950      | Bahia (12)                   | Vitória                |
| 1951      | Ypiranga (10)                | Vitória                |
| 1952      | Bahia (13)                   | Ypiranga               |
| 1953      | Vitória (3)                  | Botafogo               |
| 1954      | Bahia (14)                   | Botafogo               |
| 1955      | Vitória (4)                  | Bahia                  |
| 1956      | Bahia (15)                   | Fluminense de Feira    |
| 1957      | Vitória (5)                  | Bahia                  |
| 1958      | Bahia (16)                   | Vitória                |
| 1959      | Bahia (17)                   | Vitória                |
| 1960      | Bahia (18)                   | Vitória                |
| 1961      | Bahia (19)                   | Vitória                |
| 1962      | Bahia (20)                   | Vitória                |
| 1963      | Fluminense de Feira (1)      | Bahia                  |
| 1964      | Vitória (6)                  | Bahia                  |
| 1965      | Vitória (7)                  | Botafogo               |
| 1966      | Leônico (1)                  | Vitória                |
| 1967      | Bahia (21)                   | Galícia                |
| 1968      | Galícia (5)                  | Fluminense de Feira    |
| 1969      | Fluminense de Feira (2)      | Bahia                  |
| 1970      | Bahia (22)                   | Itabuna                |
| 1971      | Bahia (23)                   | Vitória                |
| 1972      | Vitória (8)                  | Bahia                  |
| 1973      | Bahia (24)                   | Atlético de Alagoinhas |
| 1974      | Bahia (25)                   | Vitória                |
| 1975      | Bahia (26)                   | Vitória                |
| 1976      | Bahia (27)                   | Vitória                |
| 1977      | Bahia (28)                   | Vitória                |
| 1978      | Bahia (29)                   | Leônico                |
| 1979      | Bahia (30)                   | Vitória                |
| 1980      | Vitória (9)                  | Galícia                |
| 1981      | Bahia (31)                   | Vitória                |
| 1982      | Bahia (32)                   | Galícia                |
| 1983      | Bahia (33)                   | Catuense               |
| 1984      | Bahia (34)                   | Leônico                |
| 1985      | Vitória (10)                 | Bahia                  |
| 1986      | Bahia (35)                   | Catuense               |
| 1987      | Bahia (36)                   | Catuense               |
| 1988      | Bahia (37)                   | Vitória                |
| 1989      | Vitória (11)                 | Bahia                  |
| 1990      | Vitória (12)                 | Fluminense de Feira    |
| 1991      | Bahia (38)                   | Fluminense de Feira    |
| 1992      | Vitória (13)                 | Bahia                  |
| 1993      | Bahia (39)                   | Vitória                |
| 1994      | Bahia (40)                   | Vitória                |
| 1995      | Vitória (14)                 | Galícia                |
| 1996      | Vitória (15)                 | Bahia                  |
| 1997      | Vitória (16)                 | Bahia                  |
| 1998      | Bahia (41)                   | Vitória                |
| 1999      | Bahia (42) Vitória (17)      | n/a                    |
| 2000      | Vitória (18)                 | Bahia                  |
| 2001      | Bahia (43)                   | Juazeiro               |
| 2002      | Palmeiras do Nordeste (1)    | Cruzeiro               |
| 2002      | Vitória (19)                 | Fluminense de Feira    |
| 2003      | Vitória (20)                 | Catuense               |
| 2004      | Vitória (21)                 | Bahia                  |
| 2005      | Vitória (22)                 | Bahia                  |
| 2006      | Colo-Colo (1)                | Vitória                |
| 2007      | Vitória (23)                 | Bahia                  |
| 2008      | Vitória (24)                 | Bahia                  |
| 2009      | Vitória (25)                 | Bahia                  |
| 2010      | Vitória (26)                 | Bahia                  |
| 2011      | Bahia de Feira (1)           | Vitória                |
| 2012      | Bahia (44)                   | Vitória                |
| 2013      | Vitória (27)                 | Bahia                  |
| 2014      | Bahia (45)                   | Vitória                |
| 2015      | Bahia (46)                   | Vitória da Conquista   |
| 2016      | Vitória (28)                 | Bahia                  |
| 2017      | Vitória (29)                 | Bahia                  |
| 2018      | Bahia (47)                   | Vitória                |
| 2019      | Bahia (48)                   | Bahia de Feira         |
| 2020      | Bahia (49)                   | Atlético de Alagoinhas |
| 2021      | Atlético de Alagoinhas (1)   | Bahia de Feira         |
| 2022      | Atlético de Alagoinhas (2)   | Jacuipense             |
| 2023      | Bahia (50)                   | Jacuipense             |
| 2024      | Vitória (30)                 | Bahia                  |
| 2025      | Bahia (51)                   | Vitória                |

1. ↑  Primer campionat.
2. ↑  Segon campionat.
3. ↑  Títol compartit. No hi va haaver segon classificat.
4. ↑  Campionat de Bahia.
5. ↑  Supercampionat.

## Títols per equip
| Títols | Equip                                                   |
| ------ | ------------------------------------------------------- |
| 51     | Esporte Clube Bahia (Salvador) (2 compartits)           |
| 30     | Esporte Clube Vitória (Salvador) (1 compartit)          |
| 10     | Sport Club Ypiranga (Salvador)                          |
| 7      | Sport Club Botafogo (Salvador) (1 compartit)            |
| 5      | Galícia Esporte Clube (Salvador)                        |
| 2      | Alagoinhas Atlético Clube (Alagoinhas)                  |
| 2      | Fluminense de Feira Futebol Clube (Feira de Santana)    |
| 2      | Fluminense de Salvador (Salvador)                       |
| 2      | Clube de Natação e Regatas São Salvador (Salvador)      |
| 1      | Associação Atlética da Bahia (Salvador)                 |
| 1      | Atlético Futebol Clube (Salvador)                       |
| 1      | Associação Desportiva Bahia de Feira (Feira de Santana) |
| 1      | Sport Club Bahia (Salvador)                             |
| 1      | Clube Internacional de Cricket (Salvador)               |
| 1      | Associação Desportiva Guarany (Salvador)                |
| 1      | Sport Club Internacional (BA) (Salvador)                |
| 1      | Associação Desportiva Leônico (Salvador)                |
| 1      | Sport Club República (Salvador)                         |
| 1      | Sport Club Santos Dumont (Salvador)                     |
| 1      | Clube Bahiano de Tênis (Salvador)                       |
| 1      | Palmeiras do Nordeste (Feira de Santana)                |
| 1      | Colo-Colo de Futebol e Regatas (Ilhéus)                 |